# Amadou Sidibé (cestista)
Amadou Sidibé (Bronx, 25 marzo 1994) è un cestista statunitense con cittadinanza ivoriana.